# Kmećani
Kmećani su naseljeno mjesto u sastavu Grada Banje Luke, Republika Srpska, BiH.

## Stanovništvo
| Kmećani            |              |
| godina popisa      | 1991.        |
| Hrvati             | 7 (1,52%)    |
| Srbi               | 441 (96,28%) |
| Muslimani          | 0            |
| Jugoslaveni        | 5 (1,09%)    |
| ostali i nepoznato | 5 (1,09%)    |
| ukupno             | 458          |